# Mudadga, Aland
Mudadga là một làng thuộc tehsil Aland, huyện Gulbarga, bang Karnataka, Ấn Độ.